# Jade (Sängerin)
Jade Amelia Thirlwall (* 26. Dezember 1992 in South Shields) ist eine englische Popsängerin. Sie wurde bekannt in den 2010er Jahren als Mitglied von Little Mix. 2024 begann sie als Jade eine erfolgreiche Solokarriere.

## Biografie
Jade Thirlwall wuchs in der nordenglischen Küstenstadt South Shields auf. Mütterlicherseits hat sie Vorfahren in Ägypten und im Jemen. Mit 15 Jahren nahm sie erstmals an X Factor teil. Sie überstand die Castingrunde, schied aber in der Bootcamp-Phase aus. 2010 versuchte sie es erneut erfolglos. Im dritten Anlauf 2011 scheiterte sie solo erneut im Bootcamp. Zusammen mit Leigh-Anne Pinnock, Perrie Edwards und Jesy Nelson durfte sie aber als Bandmitglied weitermachen. Unter dem Namen Little Mix gewannen sie die achte Staffel.
In den 2010er Jahren hatten sie gemeinsam eine sehr erfolgreiche Karriere mit 7 Top-5-Alben und 5 Nummer-eins-Hits. 2020 verließ Nelson aus gesundheitlichen Gründen die Band und die verbliebenen drei Mitglieder beschlossen nach einem weiteren Album und einer Tour 2022, eine Auszeit einzulegen.
Pinnock war 2023 die erste, die mit Soloveröffentlichungen begann. Im Frühjahr 2024 folgte Perrie Edwards. Jade Thirlwall veröffentlichte ihre Debüt-Solosingle Angel of My Dreams im Juli desselben Jahres. Sie kam damit auf Platz 7 der britischen Charts und schnitt damit besser ab als ihre beiden Bandkolleginnen. Zwei weitere Songs konnten sich ebenfalls platzieren, waren aber nicht so erfolgreich.
Bei den BRIT Awards 2025 gewann sie in der Kategorie „Bester Pop-Act“, Angel of My Dreams war als „Song des Jahres“ nominiert.

## Diskografie
Lieder
- Angel of My Dreams (2024)
- Midnight Cowboy (2024)
- Fantasy (2024)
- IT Girl (2025)
- FUFN (Fuck You for Now) (2025)
- Frozen (2025)
- Plastic Box (2025)

Gastbeitrag
- Hot (English Version) / Le Sserafim featuring Jade (2025)
- Boy Crazy / Kesha featuring Jade (2025)